# Charles Arnt
Pour les articles homonymes, voir Arnt.
Charles Arnt est un acteur américain, né le 20 août 1906 à Michigan City, Indiana, et mort le 6 août 1990 à Orcas, dans les îles San Juan, État de Washington.

## Filmographie partielle
- 1934 : La Demoiselle du téléphone (Ladies Should Listen) de Frank Tuttle : Albert
- 1934 : La Grande-Duchesse et le Garçon d'étage (Here Is My Heart) de Frank Tuttle : Higgins
- 1935 : Mon mari le patron (She Married Her Boss) de Gregory La Cava : Victor Jessup
- 1935 : Trompette Blues (Swing High, Swing Low) de Mitchell Leisen : Georgie Herman
- 1935 : Two for Tonight de Frank Tuttle : Benny
- 1937 : Angel's Holiday de James Tinling : Ralph Everett
- 1940 : L'Aventure d'une nuit (Remember the Night) de Mitchell Leisen : Tom
- 1940 : Monsieur Wilson perd la tête (I love you again) de W. S. Van Dyke : Mr. Billings
- 1941 : Par la porte d'or (Hold Back the Dawn) de Mitchell Leisen : M. John MacAdams
- 1941 : Dressed to Kill d'Eugene Forde
- 1941 : Marry the Boss's Daughter de Thornton Freeland
- 1941 : L'Or du ciel (Pot o' Gold) de George Marshall : Parks
- 1942 : Quelque part en France (Reunion in France) de Jules Dassin : Honoré
- 1942 : La Fièvre de l'or noir (Pittsburgh) de Lewis Seiler : Ouvrier du chantier
- 1942 : Espionne aux enchères (The Lady Has Plans) de Sidney Lanfield : Pooly
- 1942 : Mon secrétaire travaille la nuit (Take a Letter, Darling) de Mitchell Leisen : Fud Newton
- 1942 : Young America de Louis King : le principal, Rice
- 1943 : Young Ideas de Jules Dassin : Le chef de gare
- 1943 : La Ruée sanglante (In Old Oklahoma ou War of the Wildcats) d'Albert S. Rogell : Joe, le conducteur du train
- 1944 : Mon ami le loup (My Pal Wolf) d'Alfred L. Werker
- 1944 : The Impatient Years d'Irving Cummings : Greffier du mariage
- 1944 : Révolte dans la vallée, (Roaring Guns) de Jean Negulesco : le colonel Chris Ferris
- 1945 : Oublions le passé (Pardon My Past) de Leslie Fenton
- 1945 : The Crime Doctor's Courage de George Sherman
- 1946 : Cinderella Jones de Busby Berkeley : Mahoney
- 1946 : Une fille perdue (That Brennan Girl) d'Alfred Santell : Fred
- 1946 : The Hoodlum Saint de Norman Taurog : Cy Nolan, secrétaire d'O'Neill
- 1946 : Sans réserve (Without Reservations) de Mervyn LeRoy : Le vendeur
- 1947 : La Brune de mes rêves (My Favorite Brunette) d'Elliott Nugent : Oliver J. Crawford, patient de l'hôpital de Seacliffe Ledge
- 1947 : Fall Guy de Reginald Le Borg : Jim Grossett
- 1947 : Musique aux étoiles (Calendar Girl) d'Allan Dwan : Capitaine Olsen
- 1948 : Le Balafré (Hollow Triumph) de Steve Sekely : Coblenz
- 1949 : Fiancée à vendre (Bride for Sale) de William D. Russell : Dobbs
- 1950 : Captif de l'amour (The Man Who Cheated Himself) de Felix E. Feist